# Pensando em Você (canção de Babado Novo)
Pensando em Você é uma canção gravada pela banda brasileira Babado Novo. A canção serviu como o terceiro single do álbum "Ver-te Mar" e o último single da banda com a cantora Claudia Leitte nos vocais. Foi composta pelo cantor Henrique Cerqueira.

## Composição
A canção é composição de Henrique Cerqueira e foi composta como forma de desabafo. De acordo com o compositor, a canção foi inspirada em uma moça de quem ele gostava. A canção foi composta por volta dos anos de 1999 e 2000 em nível de casualidade e autobiográfica, com o intuito de não mostrar a ninguém. A canção chegou ao conhecimento de Claudia Leitte através de seu irmão, Claudio Junior. A canção foi enviada para o irmão e ele mostrou a canção para Claudia. Ela se emocionou ao ouvir a canção e decidiu colocar no repertório do álbum "Ver-te Mar", mesmo com algumas resistências por parte do produtor.

## Performances ao vivo
A primeira performance ao vivo da canção ocorreu durante a gravação do DVD "Ver-te Mar" em 9 de novembro de 2006 na Trapiche Barnabé em Salvador, Bahia. Na gravação, ocorreu duas versões da música: uma em versão solo e outra em dueto com o compositor Henrique Cerqueira. Após ser anunciada como single, a canção permaneceu fixa no repertório da banda em 2007 e também sendo apresentada em diversos programas de TV.
A Cantora Claudia Leitte quando saiu da Banda Babado Novo regravou a canção no seu primeiro DVD solo.

## Formato e faixas
- Single digital[1]

1. "Pensando em Você" - 3:46

- CD single[1]

1. "Pensando em Você" - 3:46
2. "Pensando em Você" (Ao Vivo) - 3:59

## Outras versões
- Ao seguir em carreira solo, a cantora Claudia Leitte regravou a canção em seu primeiro álbum gravado e lançado em 2008, "Ao Vivo em Copacabana".[4] Claudia apresentou a canção nas turnês "Exttravasa" (2008), "Beija Eu" (2009), "Sette" (2009-2010), "O Samba" (2010), "Rhytmos" (2010), "Claudia Leitte Tour" (2011-2012), "Axemusic" (2014) e "Sette2" (2014).